# Сперма
Сперма или семенна течност е вещество, което се отделя от пениса на мъжа при еякулация. Спермата е основният преносител на мъжките полови клетки – сперматозоидите, произвеждани от тестисите. Тя е смес от овлажняващи вещества, отделени от жлезите на Купър, простатен секрет, хормони и сперматозоиди.
Нормалната човешка сперма е средно гъста течност с бял, до жълтеникав или леко синеещ цвят, с много специфична миризма. В нея се виждат бели ивици (резки) и части, които са по-скоро безцветни. Във въздушна среда много бързо губи своята гъстота. Видът и количеството на спермата са индивидуални и зависят от честотата на семеизпразване. При по-честа дейност на половите органи тя е светло бяла и гъста. При продължително въздържание спермата става по-жълтеникава. Обикновено за нормални стойности се приемат от 2 до 10 ml или от около половин чаена лъжица до цяла супена лъжица.
Спермата съдържа: 60% простатен секрет, само 2 до 5% сперматозоиди, както и фруктоза (която служи за енергийно депо на семенните клетки), тестостерон, цинк и други вещества помагащи на сперматозоидите за оплождане на яйцеклетката.
Сперма може да бъде отделена не само при оргазъм, но и при неволно семеизпразване, най-често през нощта или т. нар. нощна полюция, характерна за възрастта на пубертета.
Чрез спермата могат да се предават причинителите на полово предаваните болести като СПИН, сифилис, гонорея, хламидия и др. Рискът от това може да намали само с ползване на презерватив.
Оплодителните качества на спермата зависят от много фактори. Най-вече това е броят на сперматозоиди в грам семенна течност, които нормално трябва да бъдат над 10 милиона. За по-малки стойности ефект оказват стресът, влошената околна среда, носенето на тесни панталони, алкохолът, тютюнопушенето и наркотиците. За доказване на техния брой се прави медицинско изследване, наречено сперматоцитограма.
Сперматозоидите зреят за около 70 дни, което означава, че ако се предприемат мерки за подобряване качествата на оплождане, те няма да настъпят веднага. Трябва да се има предвид, че нормалната температура в „инкубатора“ за сперматозоиди – тестисите – е по-ниска от нормалната телесна температура с около 3 – 4 градуса. Ето защо тестисите са извън коремната кухина. Затова тесните панталони, всякакъв вид прегрявания като сауна, гореща вана, дълго стоене в седнало положение и др. влошават оплодителната способност на мъжките полови клетки.